# 海霸王

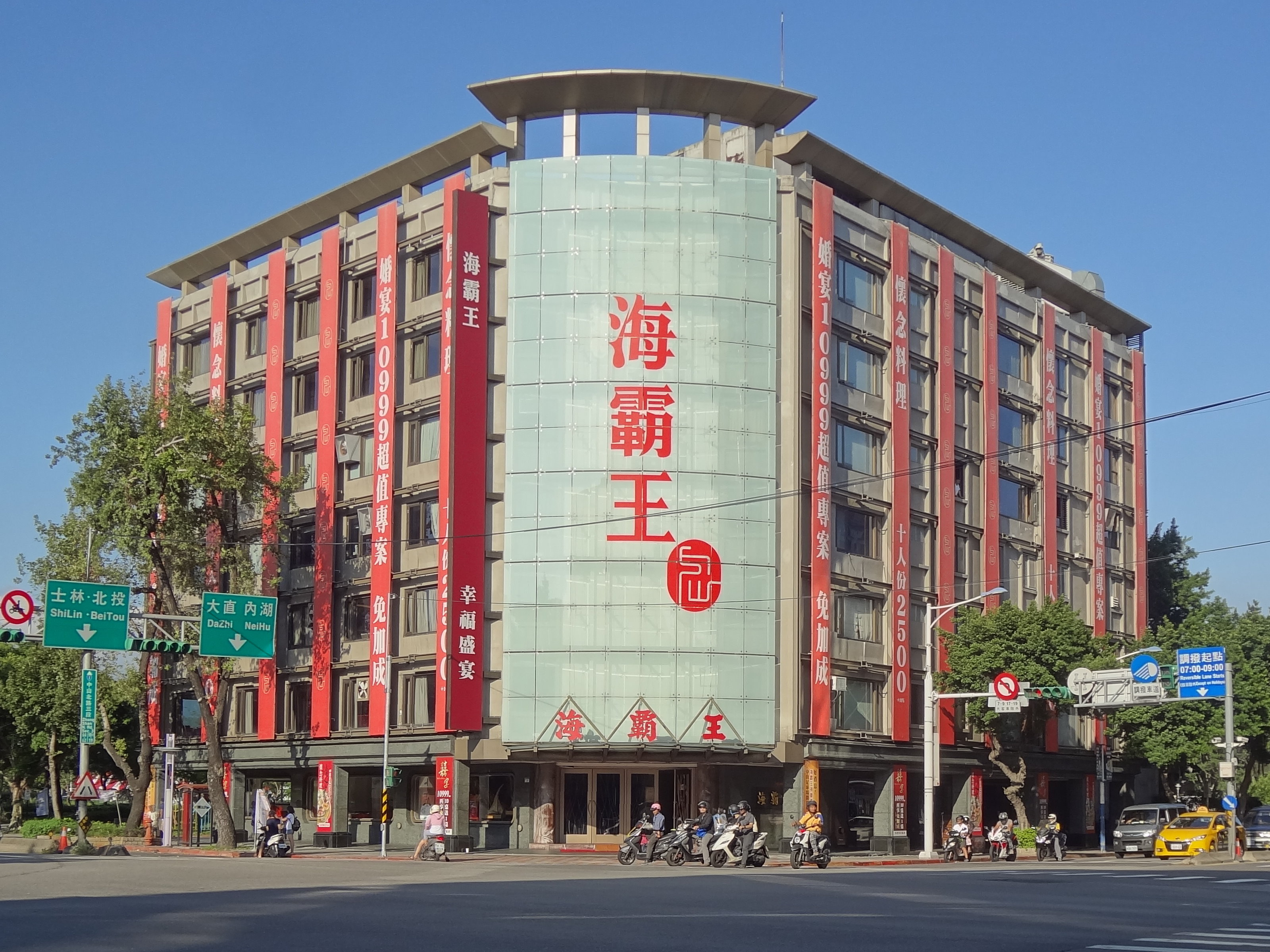
海霸王中山店，為海霸王旗艦店

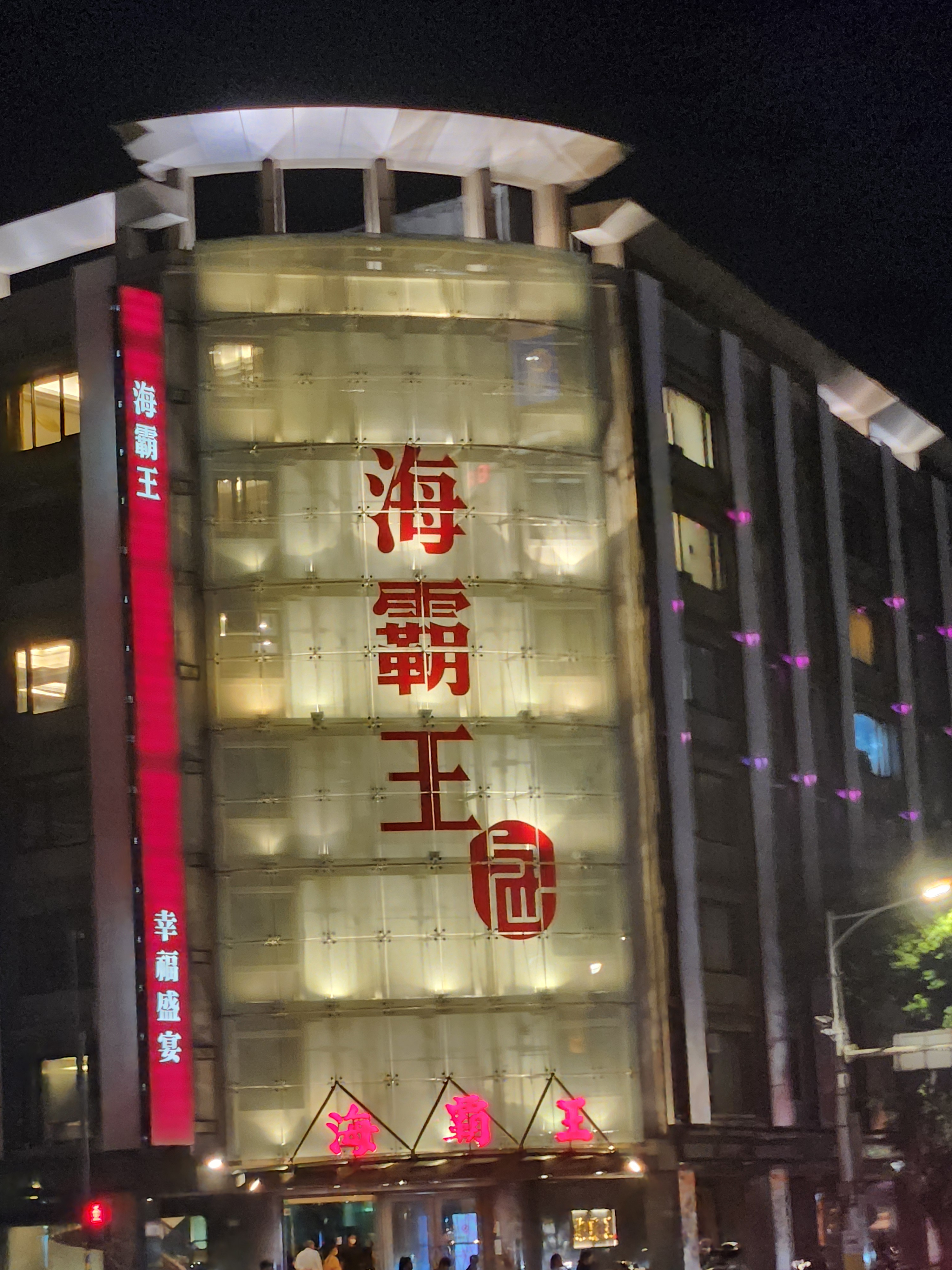
海霸王中山店的夜景

海霸王集團（簡稱海霸王）是總部位於台灣的企業集團，業務涵蓋餐飲、食品生產、物流、旅宿。前身為1975年台灣高雄市創立的海霸王餐廳。

## 歷史

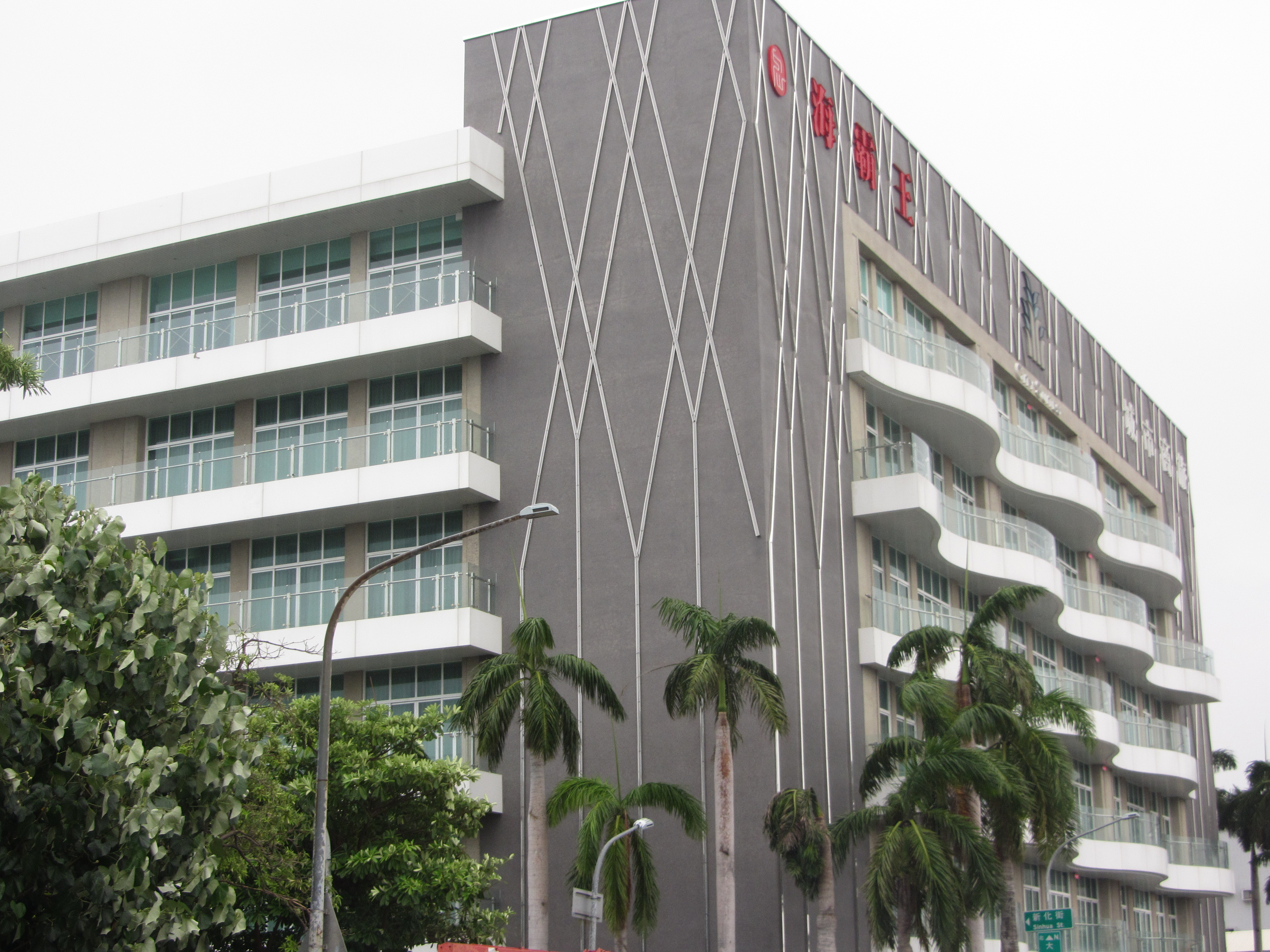
城市商旅高雄館

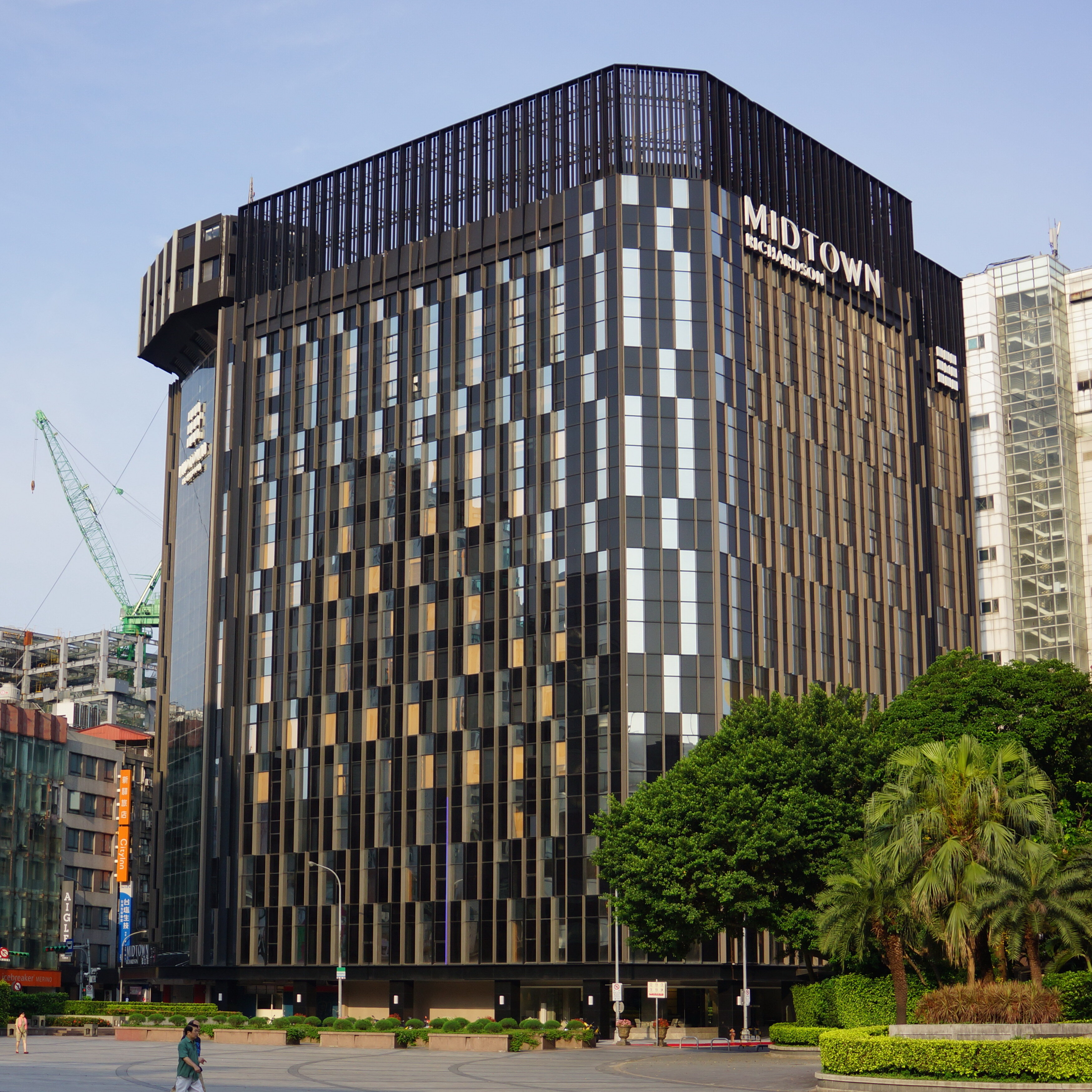
德立莊酒店

- 1975年，莊榮德在高雄市成立「海霸王餐廳」，其後全盛時期在台灣達十四家分店。
- 1982年，「海霸王食品有限公司」於高雄市成立。
- 1992年，海霸王食品有限公司臺北分公司於臺北市成立、臺北市水源路電腦物流中心正式啟用。
- 1994年，分別在中國大陸的廣東汕頭（海霸王食品公司汕頭分公司）、上海（上海溫莎堡海霸王餐飲娛樂公司）、四川成都（海霸王食品公司成都分公司）成立冷凍食品廠，生產多種冷凍食品。
- 1997年，海霸王(汕頭)健康娛樂有限公司成立。
- 2005年，在台灣投資成立商務旅館品牌「城市商旅」。陸續成立台北南西館、桃園航空館、台北南東館、高雄館、台中五權館和礁溪楓葉館。
- 2008年，在四川成都郫都区安靖街道建造1,800畝的冷凍食品物流中心，及5,000多攤位出租給冷凍食品公司物流展售，并设有專用鐵路连接至安靖站。海霸王由此成為中國西部最大的食品物流集團。[1]
- 2019年3月14日，以54.4億標下高雄85大樓地下4樓和地上1樓、34-34樓、37-85樓，將打造五星級飯店結合餐飲複合商場。
- 2024年1月8日，据上海市场监管微信公众号披露，海霸王（汕头）食品有限公司“猪肉水饺”中鸡肉或鸭皮含量均高于猪肉，海霸王因虚假宣传被罚款人民币50万元。[2]

## 外部連結
- 海霸王集團 （页面存档备份，存于）（中文）（简体中文）（英文）
- 海霸王的Facebook專頁
- 海霸王西部食品物流园 （页面存档备份，存于）
- 海霸王餐廳股份有限公司台灣公司資料